# Jean Charles Pichon
Jean Charles Pichon é um escritor francês.
Trata-se de autor de mais de trinta livros sobretudo sobre estudo de religiões comparadas. Dentre suas obras cita-se O homem e os deuses, História das seitas e sociedades secretas, História dos mitos (uma cronologia dos mitos), São Nero, A era de aquário, Os ciclos do eterno retorno, O reino dos profetas, Dias e noites do cosmos, Nostradamus às claras.
Toda essa bibliografia não tem tradução em português, limitando-se ao francês.